# Státní fond podpory investic
Státní fond podpory investic, zkráceně  SFPI, je státní fond v působnosti Ministerstva pro místní rozvoj ČR, který vznikl přejmenováním Státního fondu rozvoje bydlení k 1. červnu 2020 na základě novely č. 113/2020 Sb. Kromě podpory bydlení má fond v působnosti podporu regionálního rozvoje a některých činností v oblasti cestovního ruchu.
Fond poskytuje programy pro řadu dotačních programů, zejména programy SFPI Nájemní bydlení (2023) nebo SFPI Dostupné nájemní bydlení (od roku 2024), určených na podporu financování výstavby, rekonstrukce a modernizace nájemního bydlení, především pro města a obce, dále program SFPI Technická infrastruktura pro zasíťování pozemků určených pro bydlení nebo program SFPI Brownfieldy pro obnovu opuštěných a znehodnocených pozemků a budov.

## Poradenství Obec ON pro podporu veřejných investic[2]
Státní fond podpory investic (SFPI) vedle poskytování dotačního a úvěrového financování pod vedením ředitele Daniela Ryšávky v roce 2024 významně rozšířil svou činnost spuštěním poradenských služeb pod projektem Obec ON (www.ObecON.cz). Jeho služby jsou primárně určeny pro veřejné investory, zejména pro města, obce, kraje a jejich zřízené organizace a pro příspěvkové organizace státu. Multioborový tým interních odborníků a externích expertů nabízí komplexnost know-how v investiční výstavbě a jedinečný typ služby poradenství pro veřejný sektor, který mohou veřejní investoři využívat.
Cílem je v rámci nově založené Sekce poradenství SFPI poskytovat městům a obcím přístup k síti odborníků v regionálních centrech nebo expertů z různých oblastí od finančního modelování přes projektové řízení a strategické plánování, až po právní, ekologické a technologické poradenství. Projekt Obec ON (www.ObecON.cz) komunikačně zastřešuje poradenské aktivity Koordinačního a kompetenčního centra a Regionálních center pro podporu investic do bydlení SFPI, která ve spolupráci s Ministerstvem pro místní rozvoj s podporou Národního plánu obnovy poskytují veřejným investorům odbornou pomoc.
Státní fond podpory investic za služby poradenství veřejným investorům získal první místo v soutěži Národní cena kvality České republiky za rok 2024 v kategorii START. Ocenění vyzdvihuje nejlépe řízené start-upové projekty ve veřejném i soukromém sektoru. Porota ocenila zejména kvalitní výkonnost organizace konzultačních služeb, efektivní systém využívání sítě expertů a přínos těchto služeb k podpoře strategických veřejných investic. Služby dosáhly mezinárodně uznávané úrovně kvality podle standardu EFQM.

## Státní fond rozvoje bydlení
Byl zřízen zákonem č. 211/2000 Sb ze dne 21. června 2000, o Státním fondu rozvoje bydlení a o změně zákona č. 171/1991 Sb., o působnosti orgánů České republiky ve věcech převodů majetku státu na jiné osoby a o Fondu národního majetku České republiky, ve znění pozdějších předpisů. 
Fond řídí sedmičlenný výbor, v jehož čele vždy stojí ministr pro místní rozvoj. Ředitelkou byla od poloviny prosince 2018 Hana Pejpalová, která vystřídala Evu Helclovou. V květnu 2023 je ředitel SFPI Daniel Ryšávka. Organizace sídlí v Praze (Vinohradská 1896/46) a má i pracoviště v Olomouci (Dolní náměstí 192/9).
Fond v minulosti poskytoval nízkoúročené úvěry mladým lidem, pomoc při napravování škod po povodních, podporoval rekonstrukce panelových domů v rámci programu Panel a podporuje výstavbu sociálních bytů. Díky činnosti fondu bylo opraveno přes 80 tisíc bytů v panelových domech a poskytnuto 2 700 úvěrů za 800 miliónů korun.
Od 15. srpna 2018 fond poskytoval pomoc rodinám do 36 let v podobě státní půjčky do výše maximálně 2 miliónů Kč. Na počátku fond úrokovou sazbu nastavil na 1,12 % s fixační dobou na 5 let a s dobou splatnosti 20 let při koupi bytu nebo rodinného domu (či při jeho výstavbě) nebo 10 let při modernizaci bydlení. Půjčka byla pro lidi do 36 let (stačí jeden z páru), kteří jsou manželé nebo registrovaní partneři. Pokud není pár sezdán, podmínkou bylo, aby se staral alespoň o jedno dítě do 15 let. Zájemce o státní půjčku si musel půjčit minimálně 30 tisíc Kč, ale max. 300 tisíc Kč, jestli jde o modernizaci bydlení, maximálně 1,2 miliónu Kč, pokud půjčku využije ke koupi bytu do 75 m², nebo 2 milióny Kč, když chce půjčku použít na koupi či stavbu rodinného domu do 140 m². Nutnou podmínkou pro nákup bytu je skutečnost, že ani jeden z žadatelů nesmí vlastní nemovitost nebo být členem bytového družstva.